# Český svět

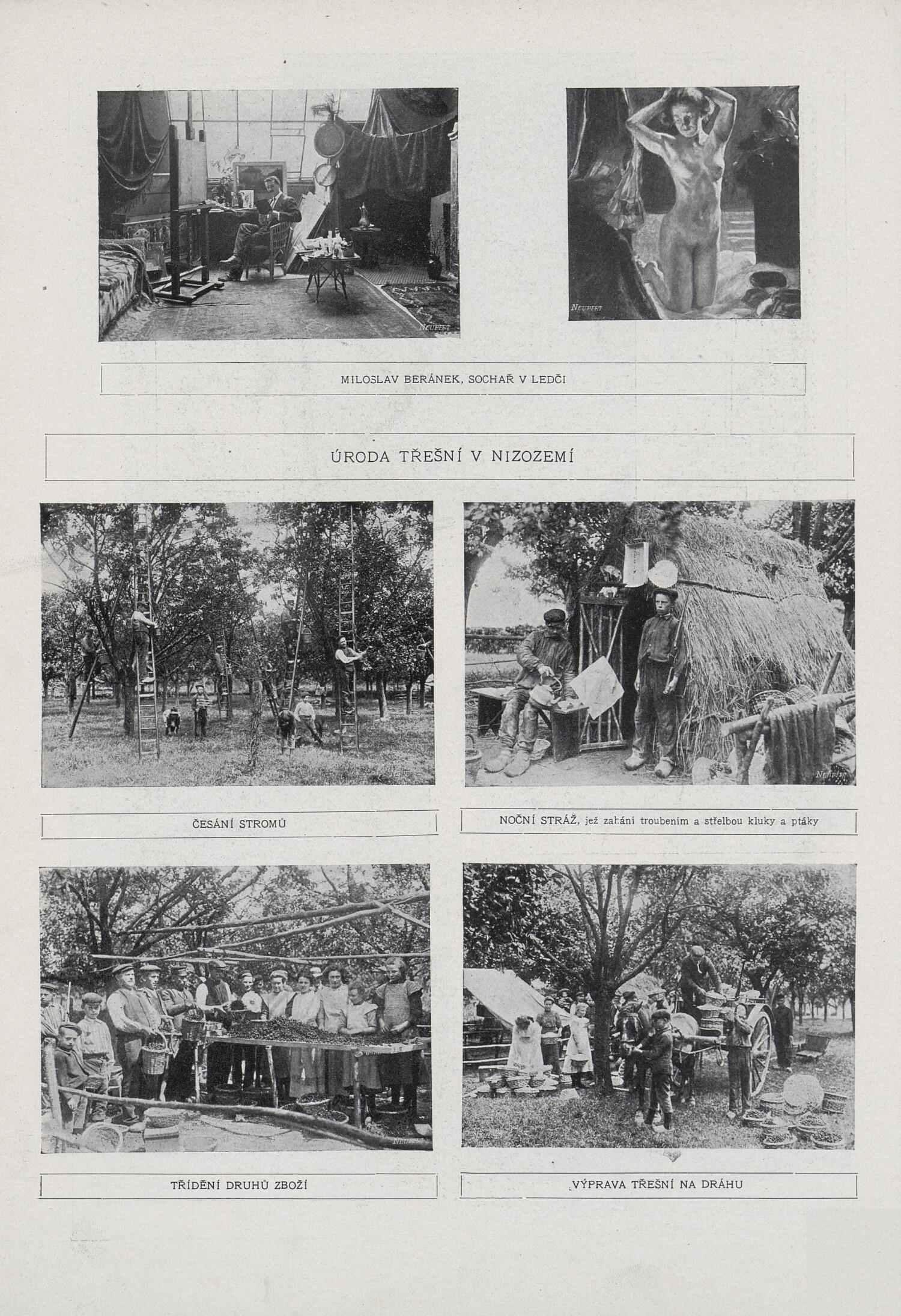
Český svět 1913, příklad stránky s reportážními fotografiemi

Český svět byl ilustrovaný fotografický čtrnáctideník, který v letech 1904–1929 patřil k společenským časopisům. Před první světovou válkou to byl nejvýznamnější obrazový časopis v češtině. Magazín přispěl k vývoji reportážní a novinářské fotografie. Přispívali do něj kromě Brunera-Dvořáka také Vladimír Jindřich Bufka, Bohumil Střemcha a Zikmund Reach. K jeho kmenovým autorům patřil v letech 1904–1910 Rudolf Bruner-Dvořák, který v něm zveřejňoval fotografie ze svých cest.

## Historie
Časopis Český svět založil v roce 1904 Karel Hipman (1867–1914) a byl jeho jediným redaktorem a vydavatelem (roku 1911 časopis přesídlil do budovy Na Moráni 1957/5); dařilo se mu ho vydávat do roku 1913. Tehdy, již nemocný, prodal časopis nakladatelství Emil Šolc. Na výtisku z 8. srpna 1913 byl ještě uveden jako redaktor a vydavatel; číslo následující (15. srpna 1913) již uvedlo nového vydavatele (Emil Šolc) a redaktora.